# Tạ Uyên
Tạ Uyên (1898-1940) là một nhà cách mạng Việt Nam. Ông là một trong ba Bí thư chi bộ cộng sản đầu tiên của tỉnh Ninh Bình và từng là Bí thư xứ ủy Nam Kỳ.

## Cuộc đời và sự nghiệp
Ông còn có tên là Châu Xương, sinh ngày 5 tháng 8 năm 1898, tại làng Côi Trì, tổng Yên Mô, nay thuộc địa phận Yên Mỹ, Yên Mô, Ninh Bình. Song thân ông là ông Tạ Hoạt và bà Lê Thị Huynh. Ông từng theo Nho học và từng đỗ khóa sinh vào năm 18 tuổi.
Năm 1925, Việt Nam Thanh niên Cách mạng Đồng chí hội được thành lập ở hải ngoại và hoạt động phát triển cơ sở trong nước. Kỳ bộ Bắc Kỳ đã cử cán bộ về gây cơ sở ở Ninh Bình. Cuối năm 1927, tại Quỳnh Lưu (Nho Quan), tổ chức Việt Nam Thanh niên Cách mạng Đồng chí Hội đầu tiên đã ra đời. Từ khởi điểm ở Khu căn cứ cách mạng Quỳnh Lưu, tổ chức cách mạng này tiếp tục phát triển sang Yên Mô, Gia Viễn, Gia Khánh. Tháng 10 năm 1927, chi bộ Việt Nam Thanh niên cách mạng đồng chí hội Yên Mô đã ra đời tại làng Côi Trì (nay thuộc xã Yên Mỹ), Tạ Uyên được cử làm Bí thư. Theo chủ trương của chi bộ, ông đã chọn Bích Động (nay thuộc xã Ninh Hải, thành phố Hoa Lư. Trước kia, xã Ninh Hải thuộc địa phận tổng Lận Khê, huyện Yên Mô) là một trong những địa điểm in truyền đơn. Bích Động là một nơi kín đáo, hẻo lánh, đường đi lại khó khăn, có nhiều đường thoát khi bị lộ. Từ "xưởng in" Bích Động và các nơi khác, truyền đơn, thơ ca cách mạng đã xuất hiện nhiều lần như: cây đa đầu làng Mai Thôn, Chợ Ghềnh, ngã ba đường đi Thanh Hóa - Nho Quan - Ninh Bình (Yên Bình), Quảng Từ, Quảng Phúc, Nộn Khê (Yên Từ), Cầu Hội, Cổ Lâm (Yên Thái), Núi Bảng, Chợ Mo, Cầu Bút (Yên Mạc), chợ Kênh, chùa Hang (Yên Thành).
Ngày 19 tháng 11 năm 1929, Tạ Uyên bị bắt đưa về nhà lao Ninh Bình, ngày 24 tháng 1 năm 1930, Thực dân Pháp mở phiên tòa xử "vụ án cộng sản đầu tiên" ở Ninh Bình. Tạ Uyên bị kết án 15 năm tù khổ sai, đày đi Côn Đảo.
Năm 1935 ông cùng với Nguyễn Hữu Tiến, Tống Văn Trân, Vũ Công Phụ tổ chức vượt đảo, chạy trốn về đất liền thành công. Trở về Nam Bộ, ông tiếp tục hoạt động cách mạng. Khi thành lập Liên Tỉnh ủy Hậu Giang (gồm các tỉnh Cà Mau, Bạc Liêu, Cần Thơ, Vĩnh Long, Trà Vinh, Long Xuyên, Châu Đốc), Tạ Uyên được cử làm Bí thư Liên tỉnh ủy Hậu Giang rồi tham gia Ban Chấp hành Xứ ủy và đến tháng 7 năm 1940, Tạ Uyên được cử làm Bí thư Xứ ủy Nam kỳ (thay cho Võ Văn Tần). Ông là người đã kết nạp Võ Văn Kiệt vào Đảng Cộng sản Đông Dương tháng 11 năm 1939.
Thời gian đầu hoạt động, Tạ Uyên là một trong ba Bí thư chi bộ cộng sản đầu tiên của tỉnh Ninh Bình. Trên cương vị Bí thư Xứ ủy Nam Kỳ, ông đã trực tiếp lãnh đạo cuộc khởi nghĩa Nam Kỳ diễn ra vào ngày 23-11-1940. Tuy nhiên, một ngày trước cuộc khởi nghĩa, ngày 22-11-1940 ông bị bắt tại Sài Gòn và bị xử tử vào ngày 10 tháng 12 năm 1940.

## Tôn vinh
Tên ông được đặt cho nhiều đường phố ở các đô thị như Thành phố Hồ Chí Minh, thành phố Tam Điệp, thành phố Hoa Lư, thành phố Vũng Tàu. Ở Yên Mô quê ông có Trường THPT Tạ Uyên.
Nhà tưởng niệm ông được xây dựng tại xã Yên Mỹ, huyện Yên Mô tỉnh Ninh Bình.